# Yves Ravey
Yves Ravey (geboren 15. Dezember 1953 in Besançon) ist ein französischer Schriftsteller.

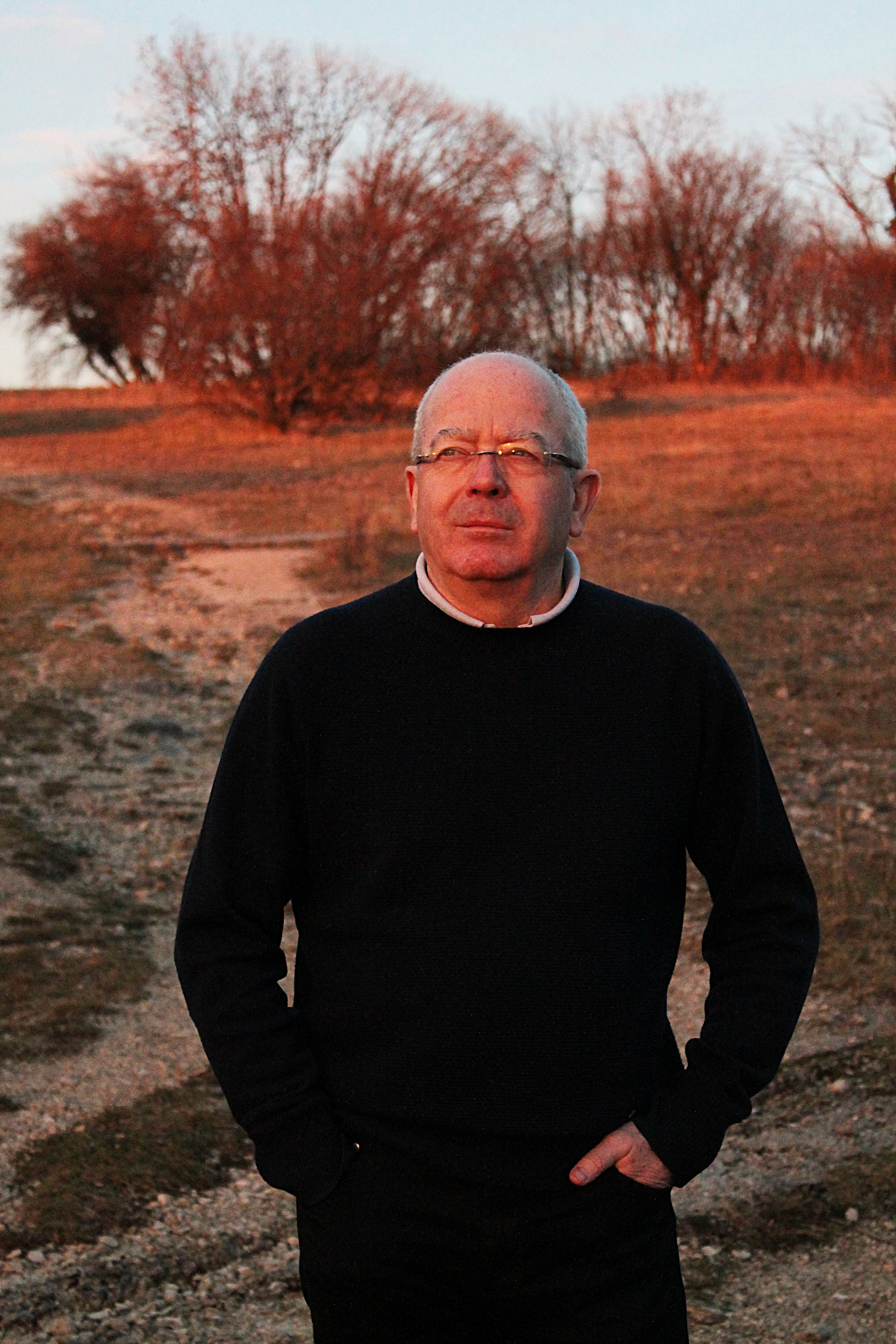
Yves Ravey (2014)

## Leben
Yves Ravey arbeitete als Lehrer für Französisch und Kunst am Collège Stendhal in Besançon. Seine erste Veröffentlichung war der Roman La Table des singes, der 1989 auf Empfehlung von Pascal Quignard bei Gallimard erschien. Ravey veröffentlichte seither bei Éditions de Minuit eine Reihe Romane, und es wurden Theaterstücke von ihm sowie Theaterbearbeitungen zur Aufführung gebracht. Er erhielt 2004 einen Prix Marcel Aymé für den Roman Le Drap. 2017 stand er mit dem Roman Trois jours chez ma tante auf der Longlist (première liste) des Prix Goncourt, 2022 stand er erneut mit dem Roman Taormine auf der Liste.

## Werke (Auswahl)
- La Table des singes. Paris: Gallimard, 1989
- Bureau des illettrés. Roman. Paris: Les Éditions de Minuit, 1992
- Le Cours classique. Roman. Paris: Les Éditions de Minuit, 1995
- Alerte. Roman. Paris: Les Éditions de Minuit, 1996
- Moteur. Roman. Paris: Les Éditions de Minuit, 1997
- Le Drap. Roman. Paris: Les Éditions de Minuit, 2002
- Pudeur de la lecture. Les Solitaires Intempestifs, 2003
- Carré blanc. Les Solitaires Intempestifs, 2003
- Dieu est un steward de bonne composition. Roman. Paris: Les Éditions de Minuit, 2005
- Pris au piège. Roman. Paris: Les Éditions de Minuit, 2005
- L'Épave. Roman. Paris: Les Éditions de Minuit, 2006
- Bambi bar. Roman. Paris: Les Éditions de Minuit, 2008
- Cutter. Roman. Paris: Les Éditions de Minuit, 2009
- Enlèvement avec rançon. Roman. Paris: Les Éditions de Minuit, 2010
  - Bruderliebe. Kriminalroman. Übersetzung Angela Wicharz-Lindner. München: Kunstmann, 2012, ISBN 978-3-88897-750-3
- Un notaire peu ordinaire. Roman. Paris: Les Éditions de Minuit, 2013
  - Ein Freund des Hauses. Roman. Übersetzung Angela Wicharz-Lindner. München: Kunstmann, 2014, ISBN 978-3-88897-969-9
- La Fille de mon meilleur ami. Roman. Paris: Les Éditions de Minuit, 2014
- Sans état d'âme. Roman. Paris: Les Éditions de Minuit, 2015
- Trois jours chez ma tante. Roman. Paris: Les Éditions de Minuit, 2017
- Pas dupe. Roman. Paris: Les Éditions de Minuit, 2019
- Adultère. Roman. Paris: Les Éditions de Minuit, 2021
  - Die Abfindung. Roman. Übersetzung Holger Fock, Sabine Müller. München: Liebeskind, 2022, ISBN 978-3-95438-152-4
- Taormine. Roman. Paris: Les Éditions de Minuit, 2022
  - Taormina. Roman. Übersetzung Holger Fock, Sabine Müller. München: Liebeskind, 2023, ISBN 978-3-95438-168-5[3]

Theater
- Monparnasse reçoit. Theaterstück. Paris: Les Éditions de Minuit, 1997
- La Concession Pilgrim. Theaterstück. Paris: Les Éditions de Minuit, 1999
- Dieu est un steward de bonne composition. Theaterstück. Paris: Les Éditions de Minuit, 2005
- Les Monstres. Theaterstück. Paris: L' Avant-Scène Théâtre, 2008

## Hörspiele in Deutschland
- 2013: Bruderliebe – Regie: Walter Adler (Hörspielbearbeitung, Kriminalhörspiel – WDR)